# Ivone Soares
Ivone Soares (sinh ngày 23 tháng 10 năm 1979) là một chính trị gia Mozambique. Bà là phó lãnh đạo của Kháng chiến Quốc gia Mozambique (được gọi là RENAMO) và lãnh đạo đảng nghị viện của mình trong Hội đồng Cộng hòa. Soares cũng là một thành viên của Quốc hội Liên minh châu Phi nơi bà là phó chủ tịch thanh niên. Bà là mục tiêu của một vụ ám sát đã thất bại vào tháng 9 năm 2016.

## Nghề nghiệp
Ivone Soares sinh ngày 23 tháng 10 năm 1979 tại Bairro Central ở Maputo. Cha bà là một kỹ sư kỹ thuật cho Đài phát thanh Mozambique và chú của bà là lãnh đạo phe đối lập và chính trị gia RENAMO Afonso Dhlakama. Gia đình của Soares lớn lên gần Nhà thờ Maputo và bà theo học trường trung học Josina Machel và Francisco Manyanga. Khi lớn lên, Soares bắt đầu quan tâm đến chính trị và bắt đầu phát tờ rơi cho RENAMO khi mới 14 tuổi và tham dự các cuộc họp của giải đấu trẻ. Ngay khi bà tròn 18 tuổi, Soares đăng ký làm thành viên của tổ chức. Mẹ bà là thành viên của đảng FRELIMO đối lập. Soares có bằng về khoa học truyền thông và năm 2015 đã học thạc sĩ về hành chính công.
Soares ứng tuyển không thành công cho vị trí công chức tại Bộ Thanh niên và Thể thao ngay từ đầu, bà đã không thành công và chưa bao giờ làm việc trong khu vực công. Bà là trưởng phòng đối ngoại tại RENAMO và là người phát ngôn cho văn phòng của đảng. Bà đã trở thành thành viên của Hội đồng Cộng hòa, đại diện cho RENAMO tại tỉnh Zambezia. Khi Soares vào quốc hội, bà là một trong những chính trị gia trẻ nhất của Mozambique. Bà hiện là chủ tịch và phó giám đốc của RENAMO và lãnh đạo nhóm nghị sĩ của nó.
Soares là thư ký cho các nữ chính trị gia trong Liên minh Dân chủ Châu Phi, một hiệp hội trung tâm lục địa. Bà là thành viên của Quốc hội Liên minh châu Phi và Ủy ban Tư pháp và Nhân quyền thường trực. Soares cũng là phó chủ tịch thanh thiếu niên cho Quốc hội Liên minh châu Phi và chủ tịch của giải đấu trẻ của RENAMO.
Tại Mozambique Soares đã khuyến khích công dân hợp tác với các quan chức điều tra dân số để cải thiện chất lượng thông tin được ghi lại. Bà ủng hộ việc phân cấp và muốn có nhiều quyền lực hơn được trao cho các thống đốc khu vực, nhiều người trong số họ là thành viên Renamo - điều này đòi hỏi phải sửa đổi Hiến pháp Mozambique. Soares cũng đang tìm cách thành lập lực lượng cảnh sát tỉnh để bổ sung cho lực lượng liên bang.
Soares đã bị ám sát trong một vụ ám sát vào ngày 8 tháng 9 năm 2016 bởi một kẻ ám sát trên xe máy. Nỗ lực thất bại khi vũ khí loại AK-47 của hắn bị kẹt và Soares có thể trốn thoát bằng ô tô.